# ウィンチェスターライフル
ウィンチェスターライフル（英: Winchester rifle）は、西部開拓時代のアメリカにおいてウィンチェスター社が開発したレバーアクションライフルである。
なお、ウィンチェスター社のライフルには「ウィンチェスターM70」などのボルトアクションライフルや「ウィンチェスターM100」のようなセミオートライフルもあるが、ここではレバーアクション式のみを紹介するに留め、これらは割愛する。

## 開発経緯
西部開拓時代のアメリカにおける銃器開発で有名になった企業としてコルト社が挙げられる。SAAをはじめとしたコルト社製リボルバーは開拓時代において保安官から巷のならず者に至るまで護身用として所有していた拳銃であるが、それに平行してライフル銃を製造していた企業がウィンチェスター社である。
ウィンチェスター社はオリバー・ウィンチェスターにより創業され、もともとは開拓民の洋服などを販売していた企業であるが、1857年にボルカニック・リピーティングアームズ社の武器製造工場を買収し、ニューヘイヴンアームズ社としてライフル銃などの武器製造を始め、ヘンリーライフルとして知られるレバーアクションライフルの製造権を取得すると、オリバーの息子であるウィリアムにより全米で販売を開始した。
そして1866年にウィンチェスター社として改名後、ヘンリーライフルに側面装填口や先台を付けるなどの改良を施した「M1866」と、その改良型でセンターファイア実包が使える「M1873」によって人気を博した。特にM1873は弾丸の共有可能なコルトSAA「フロンティアシックスシューター」（44-40弾仕様）と共に西部を征服した銃とも称されて名高い。
レバーアクションとは銃の機関部下側に突き出た用心鉄を兼ねたレバーを下に引き、それをまた戻すことで薬室から空薬莢を排除すると同時に次弾を装填するという仕組みで、チューブマガジン（管状弾倉）を備えることでそれまで1発発射するたびに弾込めが必要であったライフル銃を連射できるようにしたものである。この機構はシャープスなどの単発式のライフルに採用されていたのを、ホーレス・スミスとダニエル・ウェッソンが開発したボルカニック連発銃で連発に改良されたものであるが、使用弾薬が特殊なケースレスカートリッジであるロケットボール弾であったため、これをリムファイア弾で使用可能にしたヘンリーライフルを経て、最終的にジョン・ブローニングが1894年に改良したものである。余談であるが、ボルカニックを開発したスミスとウェッソンは、後にアメリカ最大の銃器会社S&W社を設立している。

## 改良

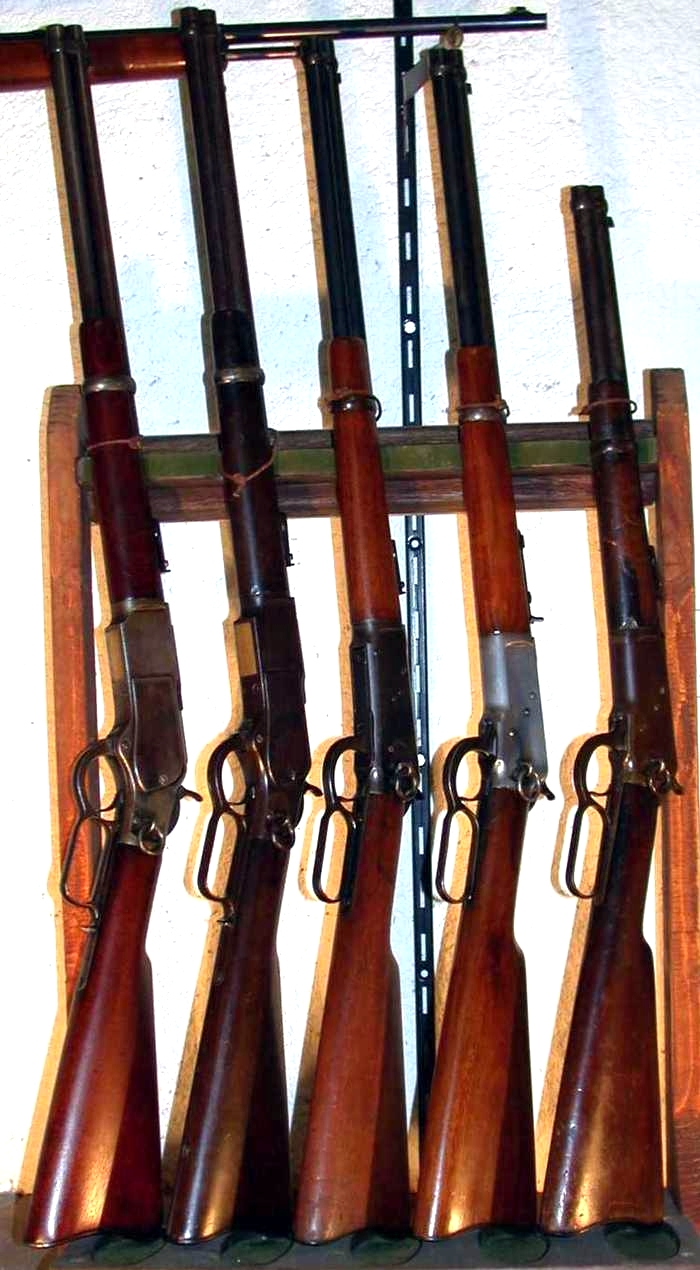
ウィンチェスターライフル。左からM73、M73、M94、M92、M92Trapper

改名後もライフル銃の生産を盛んに行ってきたウィンチェスター社は、その後もレバーアクションライフルの生産を続け、民間用では西部を代表するライフルメーカーとなった。このウィンチェスターライフルの中でも有名な機種としては西部劇に多く登場する「M1866（イエローボーイ）」、「M1873」が挙げられるが、これらはいずれも強力なライフルカートリッジの連射に充分に耐えられるほどの耐久力を持っておらず、ライフルでありながら実際は拳銃弾しか使用できないというものであった。
この問題点を改善するため、まずは「M1876」が完成。更に有名な銃技師ジョン・ブローニングによって「M1886」が、次いで「M1892」が開発され、それを基にレバーアクション方式を継承しながら新機構の採用や機関部の強度向上を施した「M1894」が完成した。このM1894はいくつかの軍隊に対して売り込みが行われたが、レバーアクション方式のライフルであるがゆえに機構が複雑で機関部が露出する部分も多かったため、泥やホコリまみれの野戦には不向きであると判断され、軍では不評であった。また、チューブマガジンでは尖頭弾がセンターファイア実包の雷管に干渉するので、暴発の恐れから平頭弾しか使用不可能なこと。発射に伴って弾倉重心位置が移動してしまうなどの欠点も軍用に不向きとされる要因であった。
ブローニングが設計に関わったものとして ショットガン用の弾薬を使用する「M1887」というモデルも存在するが、大柄なショットシェルとは相性が悪かったらしく、作動不良を起こすなど評価は芳しくない。
アメリカ陸軍では評判の悪かったウィンチェスターライフルであるが、その後、戦場においては騎兵隊が主流で手綱を握る関係上、片手で操作出来る小銃を求めたロシア帝国から発注を受けることになる。当時のロシア帝国における標準的なライフル弾は7.62x54mmR弾 であったため、ウィンチェスター社はこのラシアン弾を使用できるように改良し、垂直式の弾倉を装備した「M1895」をロシアに輸出した。M1895は予定通りロシア軍に採用され、最後の軍用レバーアクションライフルとなった。

## 各モデル
1900年代以降に新しい形式が造られなかったためか、「ウインチェスターM73」など正式名称であるMの次にある2文字（18）が省略される場合が多い。
M1866

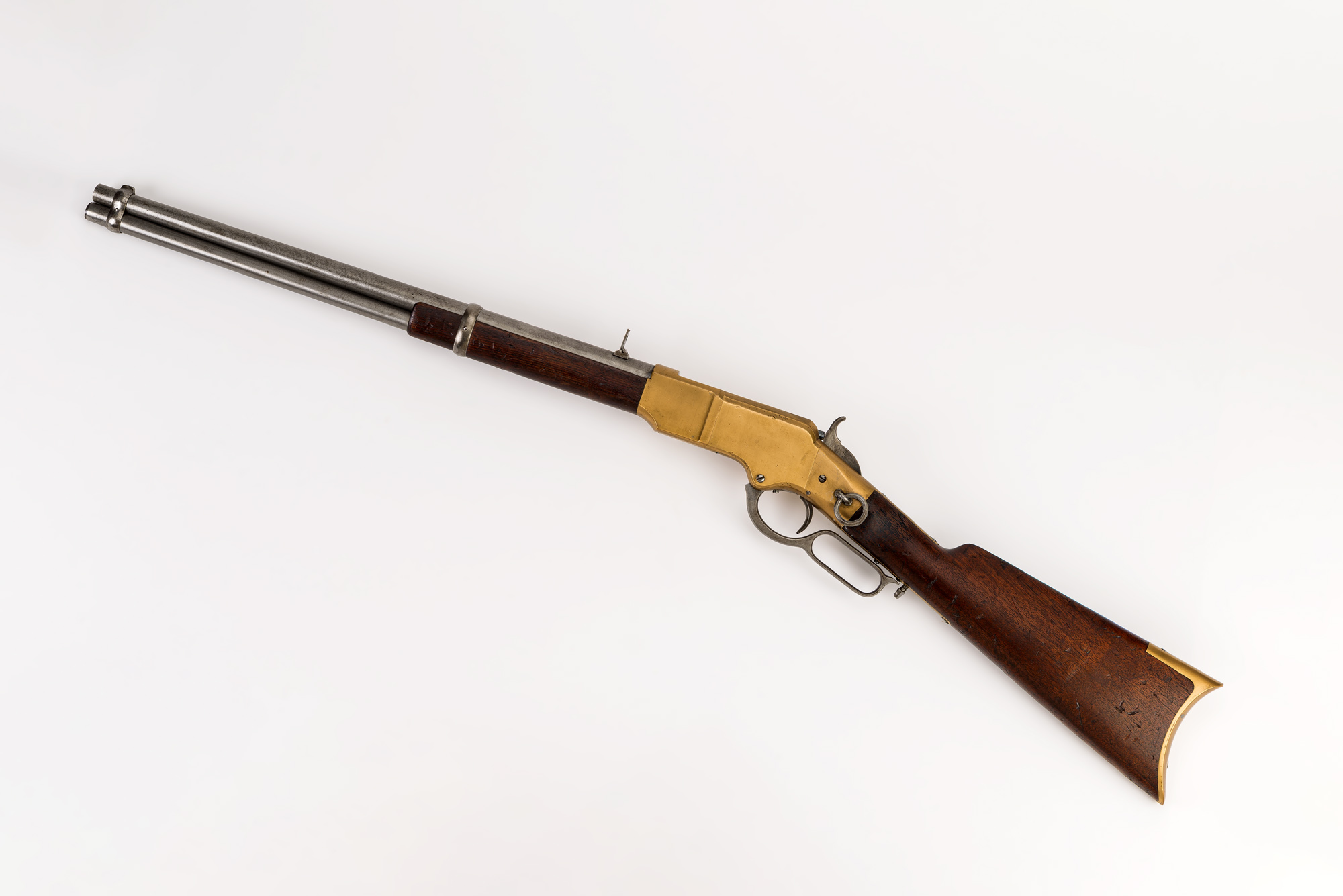
M1866 イエローボーイ

銃身に覆い（ハンドガード）が無く不評だったヘンリーライフルに先台を追加し、機関部側面へバネ式装填口を追加したモデル。真鍮製の機関部から「イエローボーイ」のニックネームを持つ。
M1873

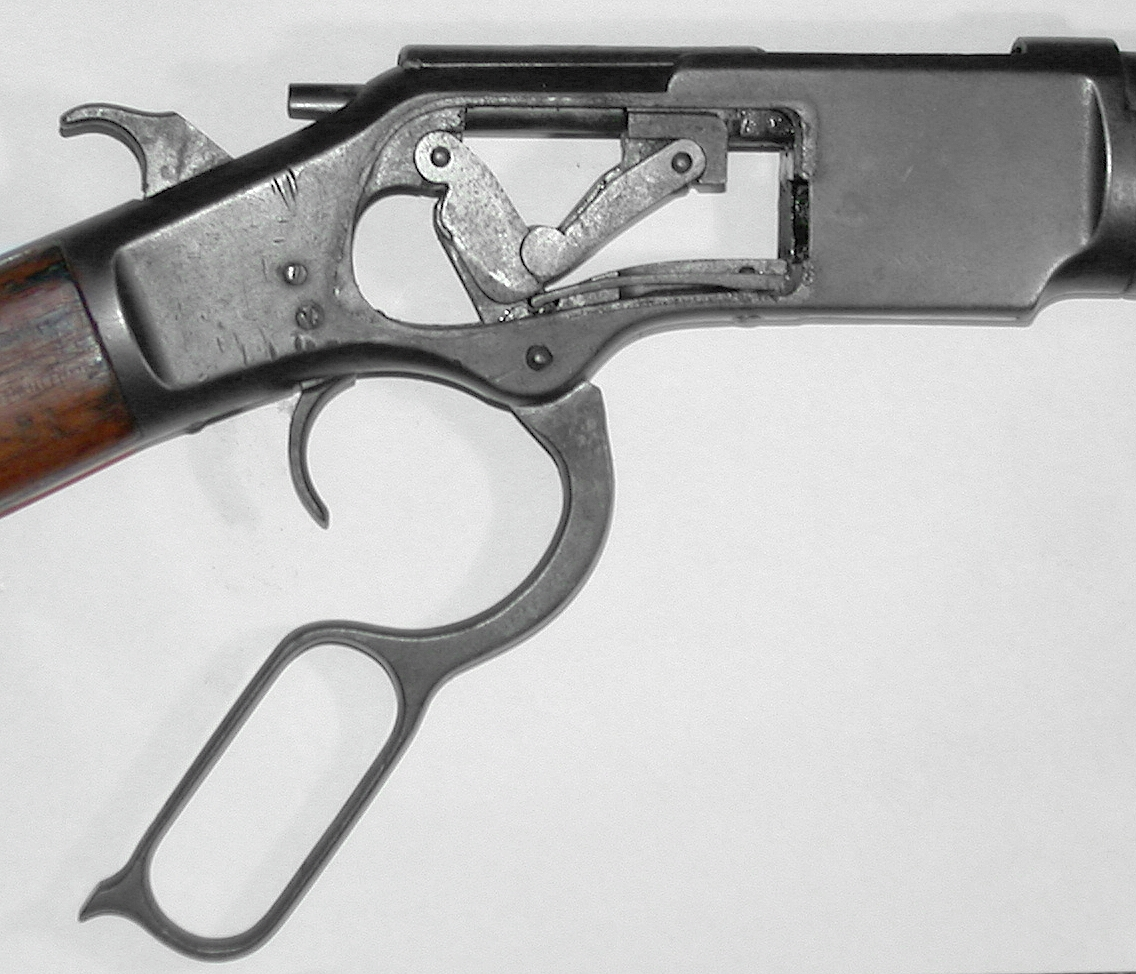
M1873のトグル式リンク機構

M66の改良版。口径は.44-40ウィンチェスター弾。「西部を征服した銃」として同社のドル箱商品となった。コルトSAAと使われた。
M1876

セオドア・ルーズベルトと彫刻されたM1876

M73の改良型。フィラデルフィアで行われた合衆国独立記念100年祭に出品され、別名「センティニアル」。ウィンチェスター社のライフルで初めてライフル実包が使用可能になった。セオドア・ルーズベルト大統領やアパッチ族の酋長ジェロニモの愛銃でもあった。オリジナルは45-75ウィンチェスター弾を使用するが、他にも各種口径がある。
M1886
ジョン・ブローニング設計。内部構造の見直しによって、フル規格の45-70ライフル弾他、強装の50-110ウィンチェスター弾まで使用できる。
M1887
M1892
ジョン・ブローニング設計。M86の改良型で小口径軽量化モデル。32-20ウィンチェスター弾などを用いる。短銃身を備えた「Trapper」と呼ばれるモデルも存在。

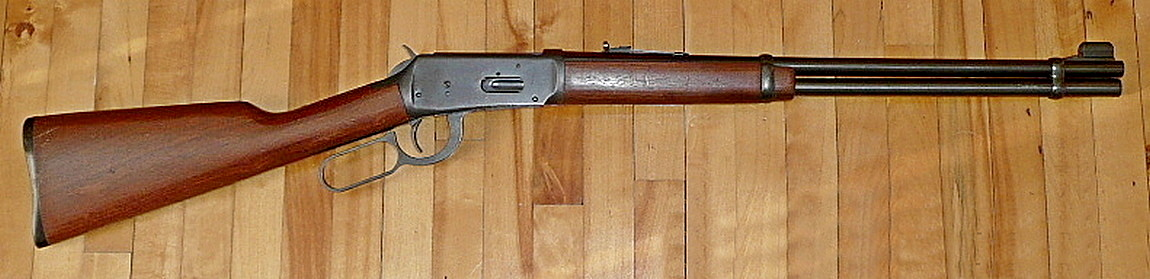
M1894
ジョン・ブローニング設計。 レバーアクションライフルの完成型。無煙火薬時代に対応し、M86以上に強固な機関部を備えている。30-30ウィンチェスター弾はこの銃と共に開発されている。
M1895
ロシア帝国の大量購入や、セオドア・ルーズベルトのアフリカでの狩猟旅行中の愛用で知名度が高まった。使用弾薬は当時のロシア軍標準の7.62x54mmR弾の他に、.30-03弾、.30-06 Springfield弾、.30-40 Krag弾、.35 WCF弾、.38-72 WCF弾、.40-72 WCF弾、.303 British弾、.405 Winchester弾等、幅広い。固定式箱型弾倉の装弾数は4発、もしくは5発で、口径によっては挿弾子での装填が行えた。軍用モデルは着剣装置を備える。

## その後
連射がそれなりに早く行えるライフルとして登場したウィンチェスターライフルであるが、19世紀の終盤に登場したボルトアクションライフルが手動式ライフルの主流になると、それよりも高価で機構が複雑なレバーアクションライフルは実戦の場から消えていった。またレバーアクションライフルは銃下部にレバーを動かす空間を必要とし、少しでも頭・体を下げたい当時の歩兵にとって、ボルトアクションライフルより塹壕戦に不適だった。
2006年1月、ウィンチェスター社に代わってレバーアクションライフルを製造していたUSリピーティングアームズ社は、全モデルの生産終了・工場閉鎖を表明した。これによって純正モデルの生産は終わり、ブランドを引き継ぐ外国メーカーのライセンス生産品のみとなった（イタリアのウベルティ社やブラジルのトーラス社など）。

## 登場作品
1980年代にレプリカが出回る前、ハリウッド映画では時代考証を無視して、M1876以前のモデルをM1892が代役を務めている場合が多かった。

### 映画
『ウィンチェスター銃'73』
1950年のアメリカ映画。
『風来坊探偵 赤い谷の惨劇』
1961年の日本映画で、千葉真一演ずる主人公が使用。
『荒野の用心棒』
1964年のイタリア映画。
『バック・トゥ・ザ・フューチャー PART3』
1990年のアメリカ映画で、クリストファー・ロイド演ずるエメット・ブラウン博士（ドク）が改造したものを使用。
『ラスト サムライ』
2003年のアメリカ映画。トム・クルーズ演ずる主人公のネイサン・オールグレン大尉は登場時、この銃の実演販売をしている。
『ランボー』
1982年のアメリカ映画。ジャック・スターレット演ずる保安官がヘリコプターからランボーを狙撃時に使用。
『ショーン・オブ・ザ・デッド』
2004年のイギリス映画。パブの名前にもなっている。
『バイオハザードIII』
2007年のアメリカ映画。
『噂のモーガン夫妻』
2009年のアメリカ映画。
『スティーヴ・オースティン S.W.A.T.』
年代物のBBガン。

### ドラマ
『CSI:科学捜査班』
第11シーズン 「ゴミ屋敷の法則」に登場。
『拳銃無宿』
ジョッシュ・ランダルがソウドオフのウインチェスター「ランダルカスタム」を使用。時代考証を考えればM1873だが、改造ベースはM1892を使用しており反動が強い。
『マードック・ミステリー 〜刑事マードックの捜査ファイル〜』
『ライフルマン』

### 漫画
『荒野の少年イサム』
『こちら葛飾区亀有公園前派出所』
三匹の用心棒の巻に登場。
『魔法とパンツとオレ』
『ガンフロンティア』
M1973を敵味方共に使用。また、弾薬会社の経営者で「ウンチシター」なる人物も登場。
『ゴールデンカムイ』
土方歳三がM1892を使用。
『BLACK TIGER』
西部時代らしく、主人公のブラックティガーを始めとして、様々なキャラクターが使用。ティガーは愛馬であるマックスの鞍に携行したショルダーストックがテーピングされたM1892 Trapperと思われる短銃身モデルを使用。当時のレバーアクションライフルの使用法から、同じく愛用している50口径のカスタムリボルバーと共用と思われる通常の拳銃弾、そして散弾を使用している。又、マックスの鞍には他にも銃身の長い数丁が携行されている。

### アニメ
『チキチキマシン猛レース』
ならず者がモデル不明を使用。

### 小説
『高い城の男』
田上信輔の収集物の一つとしてM1866が「一八六六年型ウィンチェスター銃」の名称で登場（日本語新訳版）。

### ゲーム
『Fall out NEW VEGAS -フォールアウトニューベガス-』
「カウボーイ・リピーター」という名称で登場。ニューカルフォルニア共和国のレンジャー達が主に使用する。使用弾薬は.357マグナム弾。
『KILLING FLOOR -キリング フロア-』
『PLAYERUNKNOWN'S BATTLEGROUNDS』
砂漠マップ「Miramar」限定武器としてM1894が「Win94」という名称で登場。2.7倍スコープが標準装備されている。
『うみねこのなく頃に』
『コールオブファレス-ガンスリンガー』
『バイオハザードシリーズ』
『バイオハザード3 LAST ESCAPE』『バイオハザード RE:4』
ショットガンの種類の「M1873」として、『3』では「ウェスタンカスタム」、『RE:4』では「スカルシェイカー」の名称としてそれぞれ登場する。
『バトルフィールド1』
M1895が「Russian 1895」という名称で登場。
『ファイナルファンタジーVII』
『レッド・デッド・リデンプション』
『レッド・デッド・リボルバー』

### 楽曲
『ウィンチェスター73(小林旭)』
小林旭の楽曲。